# Quinzième district congressionnel de Californie
Le 15e district congressionnel de Californie est un district de l'État américain de Californie. Le district est actuellement représenté par le Démocrate Kevin Mullin.
Actuellement, le district comprend la majeure partie du Comté de San Mateo et la partie sud-est de San Francisco. Les villes du district comprennent Daly City, South San Francisco, San Bruno, Millbrae, Burlingame, Hillsborough, San Mateo, Foster City, San Carlos, Belmont, Redwood City et East Palo Alto.
Avant les élections à la Chambre des Représentants des États-Unis de 2022, le district couvrait la majeure partie de l'est et du sud-ouest du Comté d'Alameda ainsi qu'une partie du Comté de Contra Costa. Les villes et census-desiganted places du district comprenaient Castro Valley, Dublin, Hayward, Livermore, Pleasanton, Sunol et Union City ; la majeure partie de San Ramon ; et des parties de Danville et Fremont. Le nouveau 15e district correspond à peu près à l'ancien 14e district et vice versa.

## Géographie
| #  | County        | Seat          | Population |
| -- | ------------- | ------------- | ---------- |
| 75 | San Francisco | San Francisco | 808 988    |
| 81 | San Mateo     | Redwood City  | 737 888    |

Depuis le redécoupage de 2020, le 15e district de Californie fait partie de la région de la Baie de San Francisco. Il englobe la côte est du Comté de San Mateo, qui est divisé entre ce district et le 16e district. Ils sont divisés par San Francisquito Creek, Menalto Ave, Willow Rd, S Perimeter Rd, W Perimeter Rd, Bay Rd, Marsh Rd, Middlefield Rd, Highway 82, Highway 84, Alameda de las Pulgas, Woodhill Dr, Farm Hill Blvd, The Loop Rd, Jefferson Ave, Summit Way, California Way, Junipero Serra Freeway et Highway 35. Le 15e district englobe les parties nord de la ville d'Atherton et de la ville de Menlo Park, les villes de San Mateo, Daly City, South San Francisco, Redwood City, Burlingame, San Bruno, Millbrae, East Palo Alto, San Carlos, Foster City, Belmont, Brisbane, les villes de Hillsborough et Colma, ainsi que les census-designated places de North Fair Oaks, Broadmoor, Highlands, Baywood Park et Emerald Lake Hills.
Avec le Comté de San Mateo, le 15e district comprend également les quartiers de San Francisco de Crocker Amazon, Excelsior, Little Hollywood, Mission Terrace, Oceanview, Outer Mission, Portola et Visitacion Valley.

### Villes et census-designated places de 10 000 personnes ou plus
- San Francisco - 808 988
- San Mateo - 105 661
- Daly City - 100 007
- Redwood City - 84 292
- South San Francisco - 66 105
- San Bruno - 43 908
- Foster City - 33 805
- Menlo Park - 33 780
- Burlingame - 31 386
- East Palo Alto - 30 034
- San Carlos - 28 557
- Belmont - 28 335
- Millbrae - 23 216
- North Fair Oaks - 14 027
- Hillsborough - 11 387

### Villes de 2500 à 10 000 personnes
- Atherton - 7188
- Brisbane - 4851
- Broadmoor - 4411
- Emerald Lake Hills - 4406

## Historique de vote
| Année | Poste      | Résultats                      |
| ----- | ---------- | ------------------------------ |
| 1992  | Président  | Clinton 46,3 % - 30,3 %        |
| 1992  | Sénateur   | Feinstein 59,3 % - 39,2 %      |
| 1992  | Sénateur   | Boxer 51,1 % - 38,3 %          |
| 1994  | Gouverneur | Wilson 51,3 % - 43,3 %         |
| 1994  | Sénateur   | Feinstein 52,3 % - 39,2 %      |
| 1996  | Président  | Clinton 52,7 % - 35,2 %        |
| 1998  | Gouverneur | Davis 60,8 % - 35,0 %          |
| 1998  | Sénateur   | Boxer 54,5 % - 41,3 %          |
| 2000  | Président  | Gore 56,7 % - 37,8 %           |
| 2000  | Sénateur   | Feinstein 54,6 % - 39,8 %      |
| 2002  | Gouverneur | Davis (D) 55,0 % - 33,4 %      |
| 2003  | Recalll,   | Non 56,0 % - 44,0 %            |
| 2003  | Recalll,   | Schwarzenegger 40,8 % - 37,2 % |
| 2004  | Président  | Kerry 62,9 % - 35,9 %          |
| 2004  | Sénateur   | Boxer 64,9 % - 30,8 %          |
| 2006  | Gouverneur | Schwarzenegger 53,6 % - 41,3 % |
| 2006  | Sénateur   | Feinstein 68,5 % - 26,2 %      |
| 2008  | Président  | Barack Obama 68,4 % - 29,7 %   |
| 2010  | Gouverneur | Brown 59,8 % - 36,2 %          |
| 2010  | Sénateur   | Boxer 61,8 % - 33,0 %          |
| 2012  | Président  | Obama 68,0 % - 29,8 %          |
| 2012  | Sénateur   | Feinstein 70,7 % - 29,3 %      |
| 2014  | Gouverneur | Brown 69,7 % - 30,3 %          |
| 2016  | Président  | Clinton 69,9 % - 24,4 %        |
| 2016  | Sénateur   | Harris 69,8 % - 30,2 %         |
| 2018  | Gouverneur | Newsom 69,0 % - 31,0 %         |
| 2018  | Sénateur   | Feinstein 57,3 - 42,7%         |
| 2020  | Président  | Biden 71,5 % - 26,4 %          |
| 2021  | Recall     | Non 71,7 % - 28,2%             |
| 2022  | Gouverneur | Newsom 76,6 % - 23,4 %         |
| 2022  | Sénat      | Padilla 75,5 % - 24,5 %        |

## Liste des Représentants du district
| Membre                        | Parti       | Dates                              | Congrès     | Histoire électorale | Zone Géographique                                               |
| ----------------------------- | ----------- | ---------------------------------- | ----------- | --- | --------------------------------------------------------------- |
| District créée le 4 mars 1933 |             |                                    |             | |                                                                 |
| William I. Traeger (en)       | Républicain | 4 mars 1933 - 3 janvier 1935       | 73e         | Élu en 1932. Perds sa réélection. | 1933–1963 Los Angeles                                           |
| John M. Costello (en)         | Démocrate   | 3 janvier 1935 - 3 janvier 1945    | 74e - 78e   | Élu en 1934. Réélu en 1936. Réélu en 1938. Réélu en 1940. Réélu en 1942. Perds sa renomination.                                                                   | 1933–1963 Los Angeles                                           |
| Gordon L. McDonough (en)      | Républicain | 3 janvier 1945 - 32 janvier 1963   | 79e - 87e   | Élu en 1944. Réélu en 1946. Réélu en 1948. Réélu en 1950. Réélu en 1952. Réélu en 1954. Réélu en 1956. Réélu en 1958. Réélu en 1960. Perds sa réélection.         | 1933–1963 Los Angeles                                           |
| John J. McFall (en)           | Démocrate   | 3 janvier 1963 - 3 janvier 1975    | 88e - 93e   | Redécoupage depuis le 11e district et réélu en 1962. Réélu en 1964. Réélu en 1966. Réélu en 1968. Réélu en 1970. Réélu en 1972. Redécoupage vers le 14e district. | 1963–1967 San Joaquin, Stanislaus                               |
| John J. McFall (en)           | Démocrate   | 3 janvier 1963 - 3 janvier 1975    | 88e - 93e   | Redécoupage depuis le 11e district et réélu en 1962. Réélu en 1964. Réélu en 1966. Réélu en 1968. Réélu en 1970. Réélu en 1972. Redécoupage vers le 14e district. | 1967–1973 Nord-est de Merced, San Joaquin, Stanislaus           |
| John J. McFall (en)           | Démocrate   | 3 janvier 1963 - 3 janvier 1975    | 88e - 93e   | Redécoupage depuis le 11e district et réélu en 1962. Réélu en 1964. Réélu en 1966. Réélu en 1968. Réélu en 1970. Réélu en 1972. Redécoupage vers le 14e district. | 1973–1975 Est de Sacramento, San Joaquin, Stanislaus            |
| Bernice F. Sisk (en)          | Démocrate   | 3 janvier 1975 - 3 janvier 1979    | 94e, 95e    | Redécoupage depuis le 16e district et réélu en 1974. Réélu en 1976.                                                                                               | 1975–1983 Ouest de Fresno, Madera, Mariposa, Merced, Stanislaus |
| Tony Coelho (en)              | Démocrate   | 3 janvier 1979 - 15 juin 1989      | 96e - 101e  | Élu en 1978. Réélu en 1980. Réélu en 1982. Réélu en 1984. Réélu en 1986. Réélu en 1988. Démissionne.                                                              | 1975–1983 Ouest de Fresno, Madera, Mariposa, Merced, Stanislaus |
| Tony Coelho (en)              | Démocrate   | 3 janvier 1979 - 15 juin 1989      | 96e - 101e  | Élu en 1978. Réélu en 1980. Réélu en 1982. Réélu en 1984. Réélu en 1986. Réélu en 1988. Démissionne.                                                              | 1983–1993 Ouest de Fresno, Mariposa, Merced, Stanislaus         |
| Vacant                        | Vacant      | 15 juin 1989 - 12 septembre 1989   | 101e        | |                                                                 |
| Gary Condit                   | Démocrate   | 12 septembre 1989 - 3 janvier 1993 | 101e, 102e  | Élu pour terminer le mandat de Coelho. Réélu en 1990. Redécoupage vers le 18e district.                                                                           |                                                                 |
| Norman Mineta                 | Démocrate   | 3 janvier 1993 - 10 octobre 1995   | 103e, 104e  | Redécoupage depuis le 13e district et réélu en 1992. Réélu en 1994. Démissionne pour accepter un poste chez Lockheed Martin.                                      | 1993–2003 Ouest de Santa Clara, Nord de Santa Cruz              |
| Vacant                        | Vacant      | 10 octobre 1995 - 12 décembre 1995 | 104e        | | 1993–2003 Ouest de Santa Clara, Nord de Santa Cruz              |
| Tom Campbell (en)             | Républicain | 12 décembre 1995 - 3 janvier 2001  | 104e - 106e | Élu pour terminer le mandat de Mineta. Réélu en 1996. Réélu en 1998. Retrait pour se présenter comme Sénateur des États-Unis.                                     | 1993–2003 Ouest de Santa Clara, Nord de Santa Cruz              |
| Mike Honda                    | Démocrate   | 3 janvier 2001 - 3 janvier 2013    | 107e - 112e | Élu en 2000. Réélu en 2002. Réélu en 2004. Réélu en 2006. Réélu en 2008. Réélu en 2010. Redécoupage vers le 17e district.                                         | 1993–2003 Ouest de Santa Clara, Nord de Santa Cruz              |
| Mike Honda                    | Démocrate   | 3 janvier 2001 - 3 janvier 2013    | 107e - 112e | Élu en 2000. Réélu en 2002. Réélu en 2004. Réélu en 2006. Réélu en 2008. Réélu en 2010. Redécoupage vers le 17e district.                                         | 2003–2013 Parties Ouest et Nord-est de Santa Clara              |
| Eric Swalwell                 | Démocrate   | 3 janvier 2013 - 3 janvier 2023    | 113e - 117e | Élu en 2012. Réélu en 2014. Réélu en 2016. Réélu en 2018. Réélu en 2020. Redécoupage vers le 14e district.                                                        | 2013–2023 Partie Est/Sud d'Alameda, Sud de Contra Costa         |
| Kevin Mullin                  | Démocrate   | 3 janvier 2023 - en cours          | 118e - 119e | Élu en 2022. Réélu en 2024. | 2023–en cours Est du comté de San Mateo, sud de San Francisco   |

## Résultats des récentes élections
Voici les résultats des dix précédents cycles électoraux dans le district.

### 2004
| Élection de 2004 du 15e district congressionnel de Californie | Élection de 2004 du 15e district congressionnel de Californie | Élection de 2004 du 15e district congressionnel de Californie | Élection de 2004 du 15e district congressionnel de Californie | Élection de 2004 du 15e district congressionnel de Californie |
| ------------------------------------------------------------- | ------------------------------------------------------------- | ------------------------------------------------------------- | ------------------------------------------------------------- | ------------------------------------------------------------- |
| Parti                                                         | Parti                                                         | Candidat                                                      | Votes                                                         | %                                                             |
|                                                               | Démocrate                                                     | Mike Honda (sortant)                                          | 154 385                                                       | 72,1                                                          |
|                                                               | Républicain                                                   | Raymond Chuckwu                                               | 59 953                                                        | 27,9                                                          |
| Total des votes                                               | Total des votes                                               | Total des votes                                               | 214 338                                                       | 100%                                                          |
|                                                               | Les Démocrates conservent                                     |                                                               |                                                               |                                                               |

### 2006
| Élection de 2006 du 15e district congressionnel de Californie | Élection de 2006 du 15e district congressionnel de Californie | Élection de 2006 du 15e district congressionnel de Californie | Élection de 2006 du 15e district congressionnel de Californie | Élection de 2006 du 15e district congressionnel de Californie |
| ------------------------------------------------------------- | ------------------------------------------------------------- | ------------------------------------------------------------- | ------------------------------------------------------------- | ------------------------------------------------------------- |
| Parti                                                         | Parti                                                         | Candidat                                                      | Votes                                                         | %                                                             |
|                                                               | Démocrate                                                     | Mike Honda (sortant)                                          | 115 532                                                       | 72,4                                                          |
|                                                               | Républicain                                                   | Raymond Chuckwu                                               | 44 186                                                        | 27,6                                                          |
| Total des votes                                               | Total des votes                                               | Total des votes                                               | 186 718                                                       | 100%                                                          |
|                                                               | Les Démocrates conservent                                     |                                                               |                                                               |                                                               |

### 2008
| Élection de 2008 du 15e district congressionnel de Californie | Élection de 2008 du 15e district congressionnel de Californie | Élection de 2008 du 15e district congressionnel de Californie | Élection de 2008 du 15e district congressionnel de Californie | Élection de 2008 du 15e district congressionnel de Californie |
| ------------------------------------------------------------- | ------------------------------------------------------------- | ------------------------------------------------------------- | ------------------------------------------------------------- | ------------------------------------------------------------- |
| Parti                                                         | Parti                                                         | Candidat                                                      | Votes                                                         | %                                                             |
|                                                               | Démocrate                                                     | Mike Honda (sortant)                                          | 170 977                                                       | 71,66                                                         |
|                                                               | Républicain                                                   | Joyce Stoer Cordi                                             | 55 489                                                        | 23,26                                                         |
|                                                               | Vert                                                          | Peter Myers                                                   | 12 123                                                        | 5.08                                                          |
| Total des votes                                               | Total des votes                                               | Total des votes                                               | 238 589                                                       | 100%                                                          |
|                                                               | Les Démocrates conservent                                     |                                                               |                                                               |                                                               |

### 2010
| Élection de 2010 du 15e district congressionnel de Californie | Élection de 2010 du 15e district congressionnel de Californie | Élection de 2010 du 15e district congressionnel de Californie | Élection de 2010 du 15e district congressionnel de Californie | Élection de 2010 du 15e district congressionnel de Californie |
| ------------------------------------------------------------- | ------------------------------------------------------------- | ------------------------------------------------------------- | ------------------------------------------------------------- | ------------------------------------------------------------- |
| Parti                                                         | Parti                                                         | Candidat                                                      | Votes                                                         | %                                                             |
|                                                               | Démocrate                                                     | Mike Honda (sortant)                                          | 126 147                                                       | 67,60                                                         |
|                                                               | Républicain                                                   | Scott Kirkland                                                | 60 468                                                        | 32,40                                                         |
| Total des votes                                               | Total des votes                                               | Total des votes                                               | 186 615                                                       | 100%                                                          |
|                                                               | Les Démocrates conservent                                     |                                                               |                                                               |                                                               |

### 2012
| Élection de 2012 du 15e district congressionnel de Californie | Élection de 2012 du 15e district congressionnel de Californie | Élection de 2012 du 15e district congressionnel de Californie | Élection de 2012 du 15e district congressionnel de Californie | Élection de 2012 du 15e district congressionnel de Californie |
| ------------------------------------------------------------- | ------------------------------------------------------------- | ------------------------------------------------------------- | ------------------------------------------------------------- | ------------------------------------------------------------- |
| Parti                                                         | Parti                                                         | Candidat                                                      | Votes                                                         | %                                                             |
|                                                               | Démocrate                                                     | Eric Swalwell                                                 | 120 388                                                       | 52,1                                                          |
|                                                               | Démocrate                                                     | Pete Stark (sortant)                                          | 110 646                                                       | 47,9                                                          |
| Total des votes                                               | Total des votes                                               | Total des votes                                               | 231 034                                                       | 100%                                                          |
|                                                               | Les Démocrates conservent                                     |                                                               |                                                               |                                                               |

### 2014
| Élection de 2014 du 15e district congressionnel de Californie | Élection de 2014 du 15e district congressionnel de Californie | Élection de 2014 du 15e district congressionnel de Californie | Élection de 2014 du 15e district congressionnel de Californie | Élection de 2014 du 15e district congressionnel de Californie |
| ------------------------------------------------------------- | ------------------------------------------------------------- | ------------------------------------------------------------- | ------------------------------------------------------------- | ------------------------------------------------------------- |
| Parti                                                         | Parti                                                         | Candidat                                                      | Votes                                                         | %                                                             |
|                                                               | Démocrate                                                     | Eric Swalwell (sortant)                                       | 99 756                                                        | 69,8                                                          |
|                                                               | Républicain                                                   | Hugh Bussell                                                  | 43 150                                                        | 30,2                                                          |
| Total des votes                                               | Total des votes                                               | Total des votes                                               | 142 906                                                       | 100%                                                          |
|                                                               | Les Démocrates conservent                                     |                                                               |                                                               |                                                               |

### 2016
| Élection de 2016 du 15e district congressionnel de Californie | Élection de 2016 du 15e district congressionnel de Californie | Élection de 2016 du 15e district congressionnel de Californie | Élection de 2016 du 15e district congressionnel de Californie | Élection de 2016 du 15e district congressionnel de Californie |
| ------------------------------------------------------------- | ------------------------------------------------------------- | ------------------------------------------------------------- | ------------------------------------------------------------- | ------------------------------------------------------------- |
| Parti                                                         | Parti                                                         | Candidat                                                      | Votes                                                         | %                                                             |
|                                                               | Démocrate                                                     | Eric Swalwell (sortant)                                       | 198 578                                                       | 73,8                                                          |
|                                                               | Républicain                                                   | Danny R. Turner                                               | 70 619                                                        | 26,2                                                          |
| Total des votes                                               | Total des votes                                               | Total des votes                                               | 269 197                                                       | 100%                                                          |
|                                                               | Les Démocrates conservent                                     |                                                               |                                                               |                                                               |

### 2018
| Élection de 2018 du 15e district congressionnel de Californie | Élection de 2018 du 15e district congressionnel de Californie | Élection de 2018 du 15e district congressionnel de Californie | Élection de 2018 du 15e district congressionnel de Californie | Élection de 2018 du 15e district congressionnel de Californie |
| ------------------------------------------------------------- | ------------------------------------------------------------- | ------------------------------------------------------------- | ------------------------------------------------------------- | ------------------------------------------------------------- |
| Parti                                                         | Parti                                                         | Candidat                                                      | Votes                                                         | %                                                             |
|                                                               | Démocrate                                                     | Eric Swalwell (sortant)                                       | 177 989                                                       | 73.0                                                          |
|                                                               | Républicain                                                   | Rudy L. Peters Jr.                                            | 65 940                                                        | 27.0                                                          |
| Total des votes                                               | Total des votes                                               | Total des votes                                               | 243 929                                                       | 100%                                                          |
|                                                               | Les Démocrates conservent                                     |                                                               |                                                               |                                                               |

### 2020
| Élection de 2020 du 15e district congressionnel de Californie | Élection de 2020 du 15e district congressionnel de Californie | Élection de 2020 du 15e district congressionnel de Californie | Élection de 2020 du 15e district congressionnel de Californie | Élection de 2020 du 15e district congressionnel de Californie |
| ------------------------------------------------------------- | ------------------------------------------------------------- | ------------------------------------------------------------- | ------------------------------------------------------------- | ------------------------------------------------------------- |
| Parti                                                         | Parti                                                         | Candidat                                                      | Votes                                                         | %                                                             |
|                                                               | Démocrate                                                     | Eric Swalwell (sortant)                                       | 242 991                                                       | 70,9                                                          |
|                                                               | Républicain                                                   | Alison Hayden                                                 | 99 710                                                        | 29,1                                                          |
| Total des votes                                               | Total des votes                                               | Total des votes                                               | 342 701                                                       | 100%                                                          |
|                                                               | Les Démocrates conservent                                     |                                                               |                                                               |                                                               |

### 2022
La Californie a tenu sa Primaire Jungle le 7 juin 2022, selon ce système de Primaire, tous les candidats sont sur le même bulletin de vote, et les deux arrivés en tête s'affronteront le jour de l'Élection Générale, à savoir le 8 novembre 2022.
| Primaire Jungle 2022 du 15e district congressionnel de Californie | Primaire Jungle 2022 du 15e district congressionnel de Californie | Primaire Jungle 2022 du 15e district congressionnel de Californie | Primaire Jungle 2022 du 15e district congressionnel de Californie | Primaire Jungle 2022 du 15e district congressionnel de Californie |
| ----------------------------------------------------------------- | ----------------------------------------------------------------- | ----------------------------------------------------------------- | ----------------------------------------------------------------- | ----------------------------------------------------------------- |
| Parti                                                             | Parti                                                             | Candidat                                                          | Votes                                                             | %                                                                 |
|                                                                   | Démocrate                                                         | Kevin Mullin                                                      | 58 806                                                            | 41,1                                                              |
|                                                                   | Démocrate                                                         | David Canepa                                                      | 34 488                                                            | 24,1                                                              |
|                                                                   | Républicain                                                       | Gus Mattammal                                                     | 23 625                                                            | 16,5                                                              |
|                                                                   | Démocrate                                                         | Emily Beach                                                       | 20 816                                                            | 14,5                                                              |
|                                                                   | Indépendant                                                       | Jim Garrity                                                       | 3081                                                              | 2,2                                                               |
|                                                                   | Démocrate                                                         | Andrew Watters                                                    | 1551                                                              | 1,1                                                               |
|                                                                   | Indépendant                                                       | Ferenc Pataki                                                     | 671                                                               | 0,5                                                               |

| Élection de 2022 du 15e district congressionnel de Californie | Élection de 2022 du 15e district congressionnel de Californie | Élection de 2022 du 15e district congressionnel de Californie | Élection de 2022 du 15e district congressionnel de Californie | Élection de 2022 du 15e district congressionnel de Californie |
| ------------------------------------------------------------- | ------------------------------------------------------------- | ------------------------------------------------------------- | ------------------------------------------------------------- | ------------------------------------------------------------- |
| Parti                                                         | Parti                                                         | Candidat                                                      | Votes                                                         | %                                                             |
|                                                               | Démocrate                                                     | Kevin Mullin                                                  | 108 077                                                       | 55,5                                                          |
|                                                               | Démocrate                                                     | David Canepa                                                  | 86 797                                                        | 44,5                                                          |
| Total des votes                                               | Total des votes                                               | Total des votes                                               | 197 874                                                       | 100%                                                          |
|                                                               | Les Démocrates conservent                                     |                                                               |                                                               |                                                               |

### 2024
La Californie a tenu sa Primaire Jungle le 5 mars 2024, selon ce système de Primaire, tous les candidats sont sur le même bulletin de vote, et les deux arrivés en tête s'affronteront le jour de l'Élection Générale, à savoir le 5 novembre 2024.
| Primaire Jungle 2024 du 15e district congressionnel de Californie | Primaire Jungle 2024 du 15e district congressionnel de Californie | Primaire Jungle 2024 du 15e district congressionnel de Californie | Primaire Jungle 2024 du 15e district congressionnel de Californie | Primaire Jungle 2024 du 15e district congressionnel de Californie |
| ----------------------------------------------------------------- | ----------------------------------------------------------------- | ----------------------------------------------------------------- | ----------------------------------------------------------------- | ----------------------------------------------------------------- |
| Parti                                                             | Parti                                                             | Candidat                                                          | Votes                                                             | %                                                                 |
|                                                                   | Démocrate                                                         | Kevin Mullin (sortant)                                            | 109 172                                                           | 75,3                                                              |
|                                                                   | Républicain                                                       | Anna Cheng Kramer                                                 | 35 868                                                            | 24,7                                                              |

| Élection de 2024 du 15e district congressionnel de Californie | Élection de 2024 du 15e district congressionnel de Californie | Élection de 2024 du 15e district congressionnel de Californie | Élection de 2024 du 15e district congressionnel de Californie | Élection de 2024 du 15e district congressionnel de Californie |
| ------------------------------------------------------------- | ------------------------------------------------------------- | ------------------------------------------------------------- | ------------------------------------------------------------- | ------------------------------------------------------------- |
| Parti                                                         | Parti                                                         | Candidat                                                      | Votes                                                         | %                                                             |
|                                                               | Démocrate                                                     | Kevin Mullin (sortant)                                        | 211 648                                                       | 73,1                                                          |
|                                                               | Républicain                                                   | Anna Cheng Kramer                                             | 77 896                                                        | 26,9                                                          |
| Total des votes                                               | Total des votes                                               | Total des votes                                               | 289 544                                                       | 100%                                                          |
|                                                               | Les Démocrates conservent                                     |                                                               |                                                               |                                                               |